# Osiedle Nowy Bieżanów

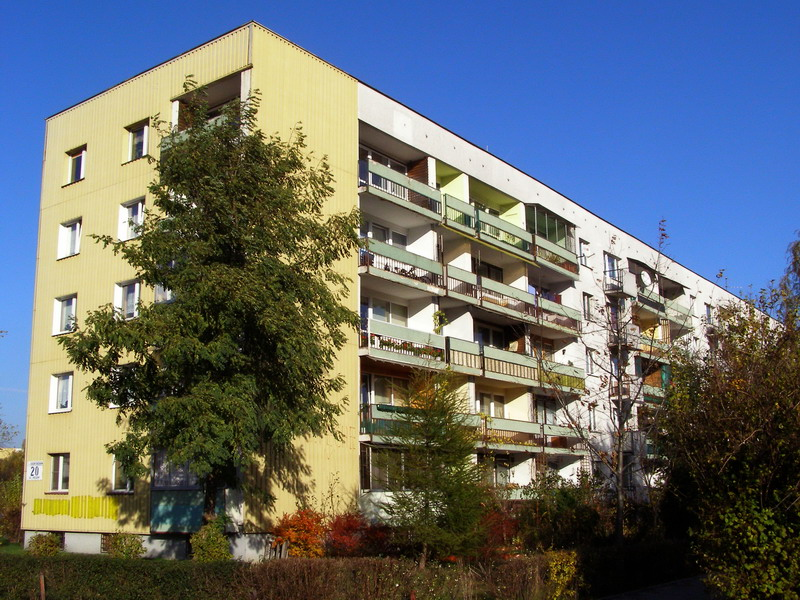
Blok przy ul. Heleny (2007)

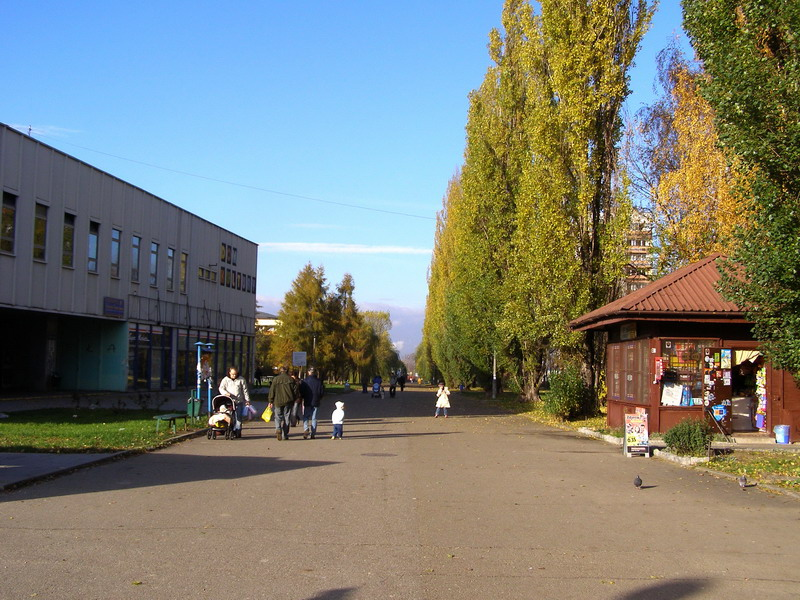
Deptak na osiedlu Nowy Bieżanów (2007)

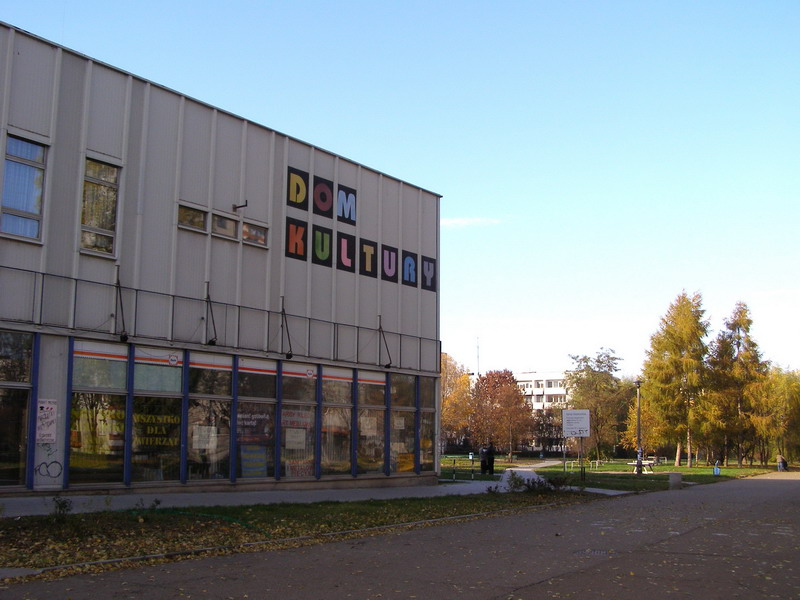
Dom Kultury przy ul. Aleksandry 11 (2007)

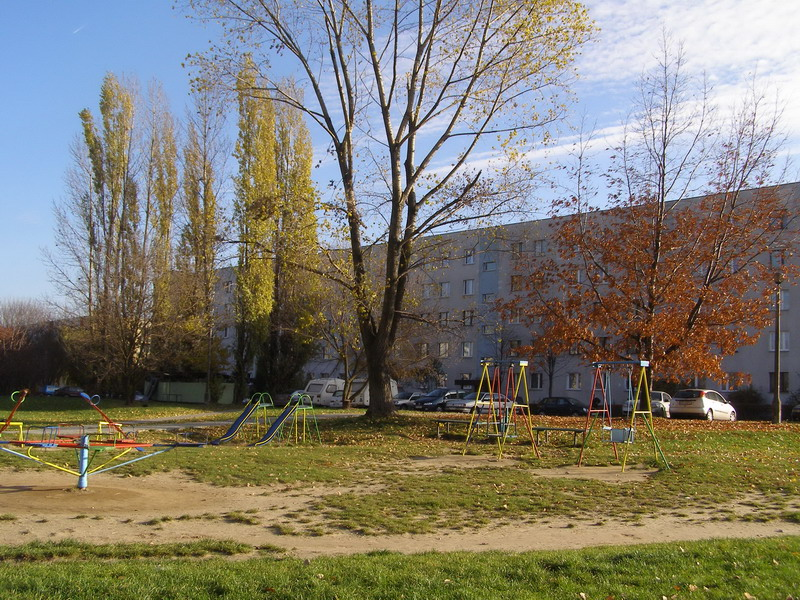
Plac zabaw na osiedlu Nowy Bieżanów (2007)

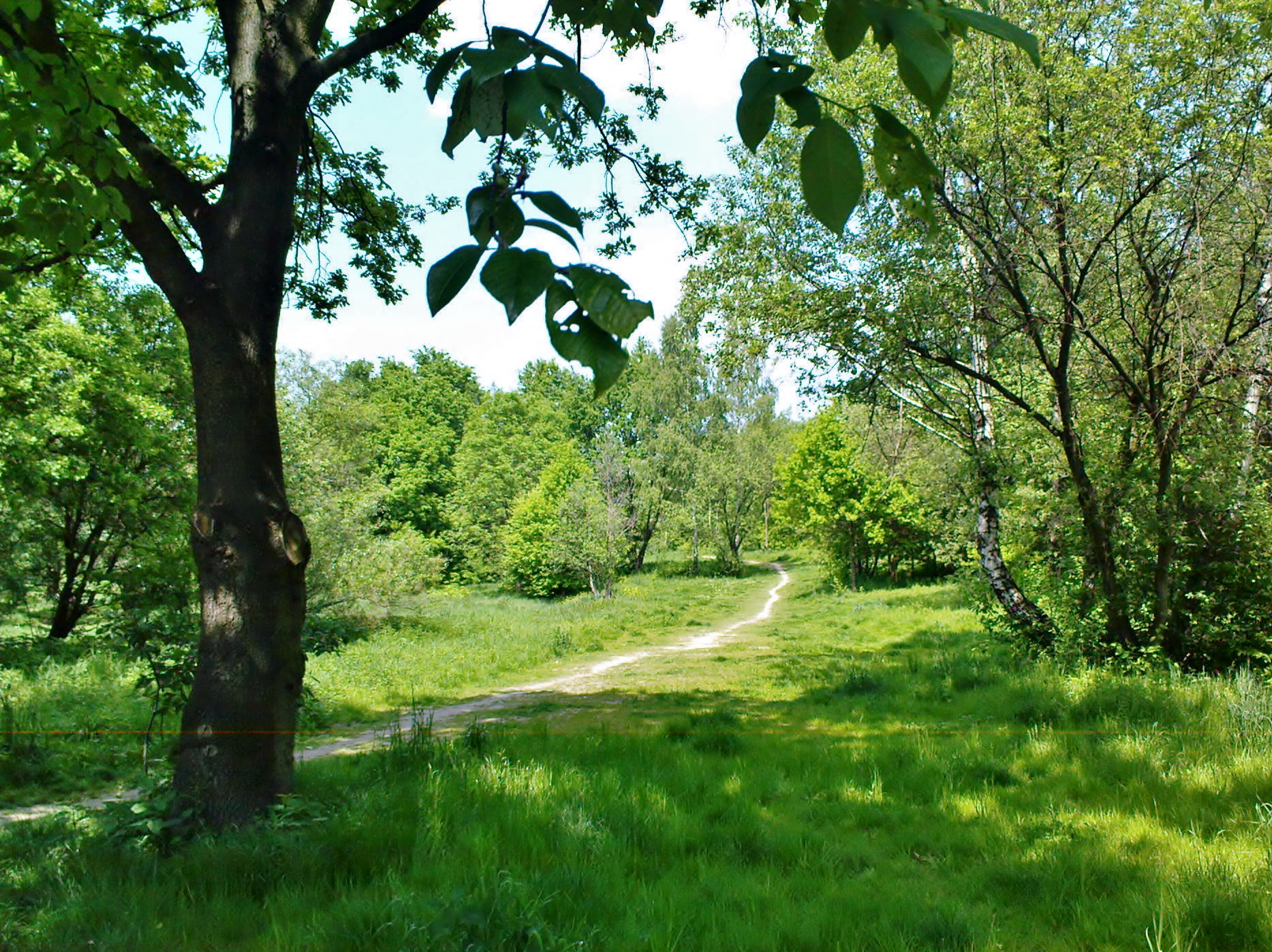
Park Aleksandry w pobliżu pętli autobusowej (2011)

Osiedle Nowy Bieżanów – osiedle w Krakowie, nowsza, zachodnia część Bieżanowa – historycznej dzielnicy Krakowa, wchodzące aktualnie w skład Dzielnicy XII Bieżanów-Prokocim, niestanowiące jednostki pomocniczej niższego rzędu w ramach dzielnicy.
Osiedle Nowy Bieżanów liczy sobie ok. 15 tysięcy mieszkańców i zajmuje obszar ok. 150 ha czyli 1,5 km².
Jest to typowe wielorodzinne, wielkopłytowe osiedle z wysoką 11-kondygnacyjną zabudową punktową i podłużną oraz 5-kondygnacyjną zabudową podłużną. W obrębie osiedla znajdują się również enklawy zabudowy jednorodzinnej (ul. Duża Góra, ul. Aleksandry, ul. Mała Góra) oraz nowa generacja zabudowy wielorodzinnej powstała w ostatnich latach przy ul. Duża Góra, ul. Mała Góra, ul. Wielickiej oraz u zbiegu ulic Mała Góra i Aleksandry.

## Położenie
Osiedle rozciąga się na osi północ-południe i oparte jest na 2 osiach. Pierwszą z nich jest ciągnąca się ze wschodu na zachód dwujezdniowa ulica Ćwiklińskiej wraz z równoległą linią tramwajową. Drugą oś stanowi szeroki deptak spacerowy na linii północ-południe, skupiający zdecydowaną większość sklepów i punktów usługowych znajdujących się na osiedlu.
Za granice osiedla można przyjąć:
- od północy ul. Bieżanowską,
- od południa ul. Wielicką
- od zachodu ul. Jerzmanowskiego
- od wschodu ul. Mała Góra.

Główna tkanka mieszkaniowa zawiera się w obrębie ulic: Bieżanowskiej, Telimeny, Aleksandry, Heleny oraz Barbary.

## Komunikacja
Pomimo swojego peryferyjnego położenia osiedle jest dobrze skomunikowane z pozostałą częścią Krakowa. Głównymi arteriami wyprowadzającymi ruch z osiedla są ulice: Ćwiklińskiej, Bieżanowska oraz Mała Góra. Na osiedlu znajduje się pętla tramwajowa linii 3, 9, 13, a także pętla autobusowa linii 173 oraz 503. Przez teren osiedla przebiegają również linie 133, 163 i 183. Ponadto dojechać tu można przebiegającą wzdłuż północnej granicy Nowego Bieżanowa linią 143, 243 oraz pociągami kursującymi w relacji Kraków Główny – Wieliczka Rynek-Kopalnia oraz w relacji Kraków Główny – Tarnów. Stacja kolejowa w Bieżanowie znajduje się ok. 1 km od granic osiedla. W pobliżu znajduje się także przystanek kolejowy Bieżanów Drożdżownia. Do południowej części osiedla można również dojechać kursującymi po ul. Wielickiej autobusami linii 204, 244 i 133. Nocą można skorzystać z nocnych linii autobusowych: 643 i 904 oraz linii tramwajowej 69. Przez teren osiedla kursują również:linie prywatne MAT BUS POCZTA i MAT BUS ALEJE kursujące między Węgrzcami Wielkimi a odpowiednio Pocztą Główną oraz Alejami Trzech Wieszczów.

## Infrastruktura
- Sanktuarium Najświętszej Rodziny
- cmentarz parafialny Parafii Narodzenia NMP w Starym Bieżanowie
- Niepubliczny Zakład Opieki Zdrowotnej przy ul. Heleny 2
- Administracja osiedla przy ul. Mała Góra 6
- Centrala telefoniczna Orange Polska przy ul. Aleksandry 10
- Jednostka Ratowniczo-Gaśnicza nr 6 Państwowej Straży Pożarnej przy ul. Aleksandry
- Komisariat Policji przy ul. Ćwiklińskiej
- Urząd Pocztowy przy ul. Aleksandry 11
- Dom Kultury Spółdzielni Mieszkaniowej Nowy Bieżanów przy ul. Aleksandry 11
- 3 przedszkola (nr 28 przy ul. Duża Góra 30, nr 176 przy ul. Aleksandry 15, nr 180 przy ul. Telimeny 7)
- 2 szkoły podstawowe (nr 111 przy ul. Bieżanowskiej 204, nr 24 przy ul. Aleksandry 17)
- 2 gimnazja (nr 29 przy ul. Aleksandry 17 oraz nr 30 przy ul. Telimeny 9)
- Liceum Ogólnokształcące nr 25 przy ul. Telimeny 9.

Na osiedlu znajdują się cztery wielkopowierzchniowe sklepy; ponadto osiedle posiada duża liczbę mniejszych sklepów i punktów usługowych. Na osiedlu działa kilka całodobowych, strzeżonych parkingów.

## Historia
W latach 70. przystąpiono do koncepcji pasmowego zabudowania Krakowa i rozpoczęto budowę osiedli Płaszów i Nowy Prokocim, a zwieńczeniem dzieła miało być osiedle Bieżanów Nowy. W 1978 roku oddano do użytku pierwsze budynki a realizację całego osiedla ukończono w 1982 roku. 23 grudnia 1978 r. do Nowego Bieżanowa wydłużono linię tramwajową z Prokocimia. W połowie lat 80. otworzono przy ul. Heleny Rejonową Przychodnię Zdrowia, Zespół Szkół Ogólnokształcących przy ul. Telimeny oraz Dom Pogodnej Jesieni dla osób starszych przy ul. Duża Góra, a pod koniec lat 80. budynek przy ul. Aleksandry 11, w którym otworzono Dom Kultury oraz pierwszy market „Alf”. Na przełomie lat 80. i 90. wydłużono trasy autobusów z pętli przy ul. Teligi do pętli w Nowym Bieżanowie przy ul. Aleksandry. Od 1991 roku Bieżanów Nowy należy do XII dzielnicy samorządowej miasta Krakowa. W 1992 roku oddano do użytku kościół pw. Najświętszej Rodziny w Bieżanowie Nowym (wcześniej nabożeństwa dla mieszkańców odbywały się w kaplicy przy ul. Smolenia). W dwa lata później uruchomiono cyfrową centralę telefoniczną Telekomunikacji Polskiej w pobliżu ul. Aleksandry. W latach 1997–1998 oddano do użytku małe osiedle domków jednorodzinnych przy ul. Aleksandry a 1997 uruchomiono linię autobusową nr 183 łącząca stary i nowy Bieżanów. W 2001 roku wybudowano supermarket Champion przy ul. Ćwiklińskiej. W latach 2001–2002 oddano do użytku pierwsze lokale w nowo powstałych blokach przy ul. Duża Góra oraz w osiedlu „Zielone Wzgórze” przy ul. Wielickiej. Rok później w nowo wybudowanym budynku przy ul. Aleksandry rozpoczęła działalność Jednostka Ratowniczo-Gaśnicza nr 6 PSP. W roku 2003 oddano do użytku południową obwodnicę Krakowa wraz z węzłem wielickim, co w znacznym stopniu zmieniło obraz południowych krańców osiedla. 
W lipcu 2009 r. oddano do użytku komisariat Policji przy ul. Ćwiklińskiej (obok Jednostki Ratowniczo-Gaśniczej nr 6).
Systematycznie porządkowany i rozbudowywany jest Park Aleksandry (teren zielony pomiędzy Bieżanowem Nowym a Nowym Prokocimiem).
Z demograficznego punktu widzenia Bieżanów Nowy jest osiedlem stosunkowo młodym. Zawdzięcza to okresowi powstania, a więc początkowi lat 80. XX wieku. Mieszkania na tym osiedlu otrzymywali w większości ludzie w wieku zbliżonym do 30 lat, tak więc mamy tu do czynienia z dwiema falami demograficznymi: falą mieszkańców ok. 50-letnich i ich ok. 20-letnich dzieci.

## Dzisiaj
Od początku lat 90. obserwuje się powolne „humanizowanie” się Nowego Bieżanowa – typowej sypialni Krakowa. Staje się on bardziej przyjazny swoim mieszkańcom. Uruchamiane są nowe punkty usługowe i sklepy, powstają miejsca zabaw dla dzieci, dzięki czemu większość codziennych spraw można załatwić nie opuszczając osiedla. Przez pierwsze lata od powstania wielu nabywców mieszkań na tym osiedlu odstraszała myśl o długich dojazdach do centrum i fama niebezpiecznego osiedla. Inwestycje komunikacyjne w Krakowie, większa dbałość o bezpieczeństwo i wygląd osiedla sprawiają, że mieszkanie w tej zielonej enklawie Krakowa staje się z roku na rok milsze i przyjemniejsze. Niemały wkład w działalność kulturalną wnosi Dom Kultury.

## Organizacje
Na terenie osiedla działają liczne stowarzyszenie i organizacje:
- Krakowska Szkoła Sportowa „SMOK” im. Andrzeja FIRSTA (Kick-Boxing w Gimnazjum nr 29)
- Stowarzyszenie Nowy Bieżanów
- Klub sportowy Baszta
- Wspólnota Oazowa w Nowym Bieżanowie[1]

## Galeria

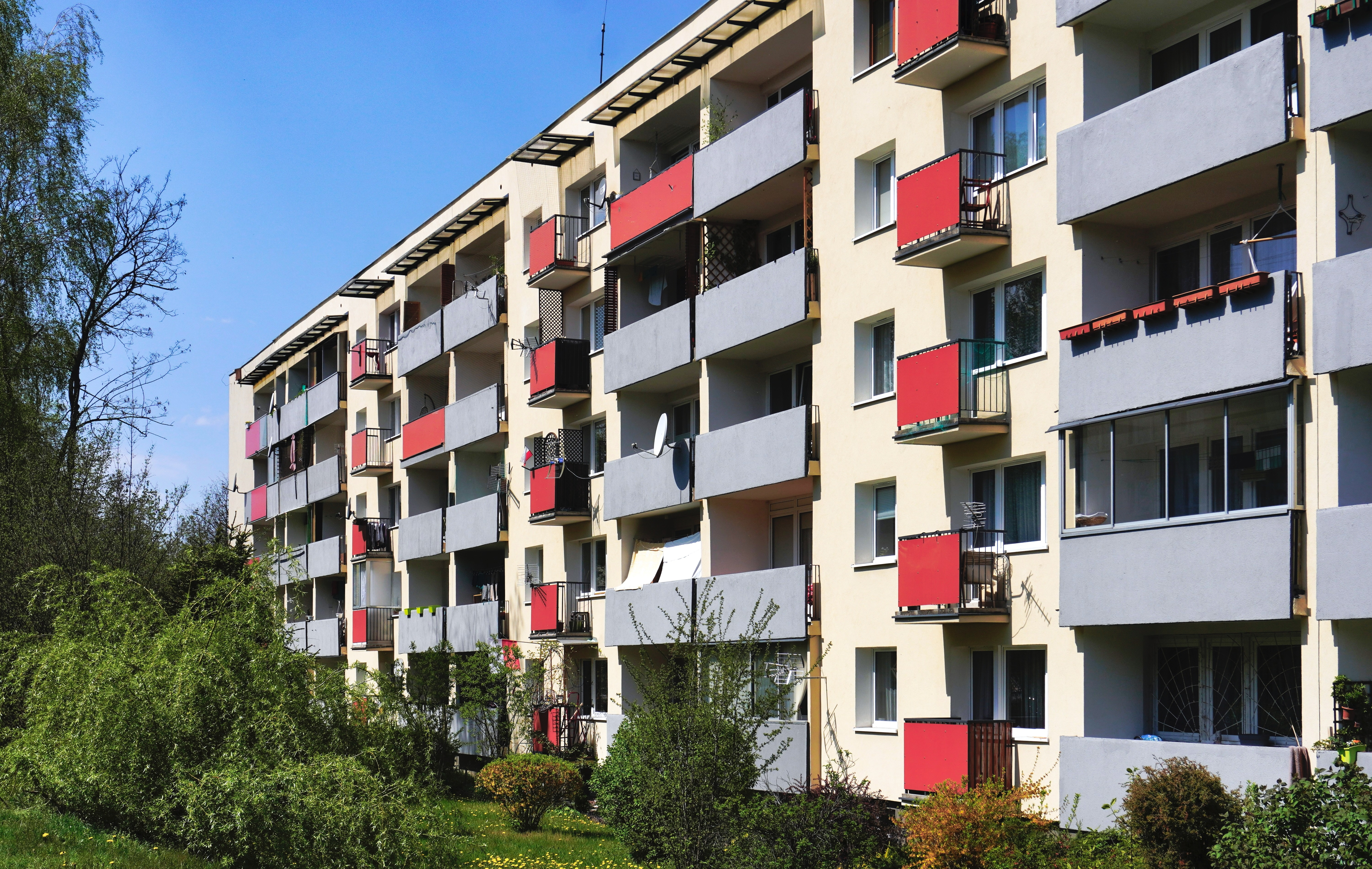
Wnętrze osiedla, blok przy ul. Telimeny 17
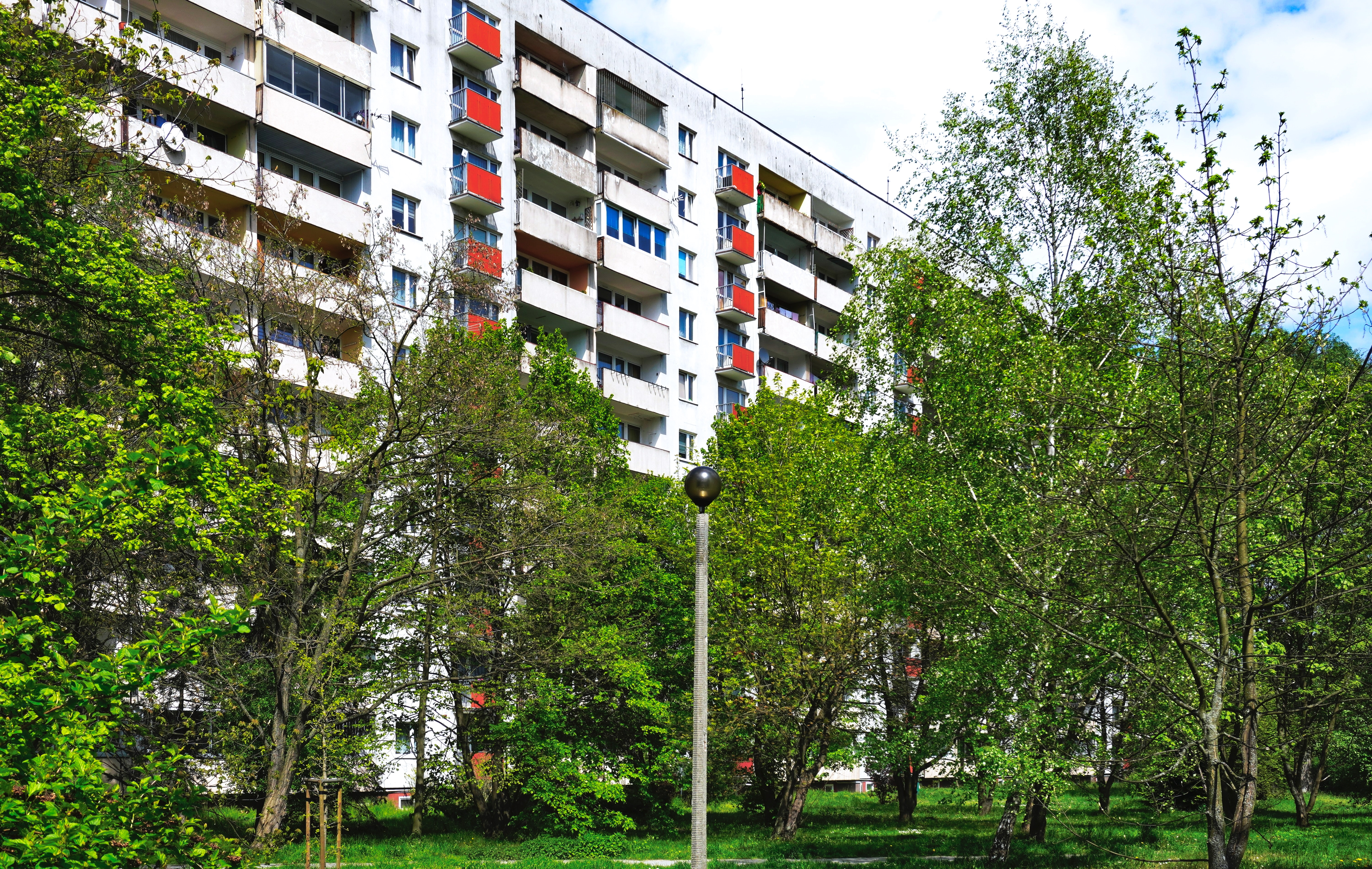
Wnętrze osiedla, blok przy ul. Aleksandry 21
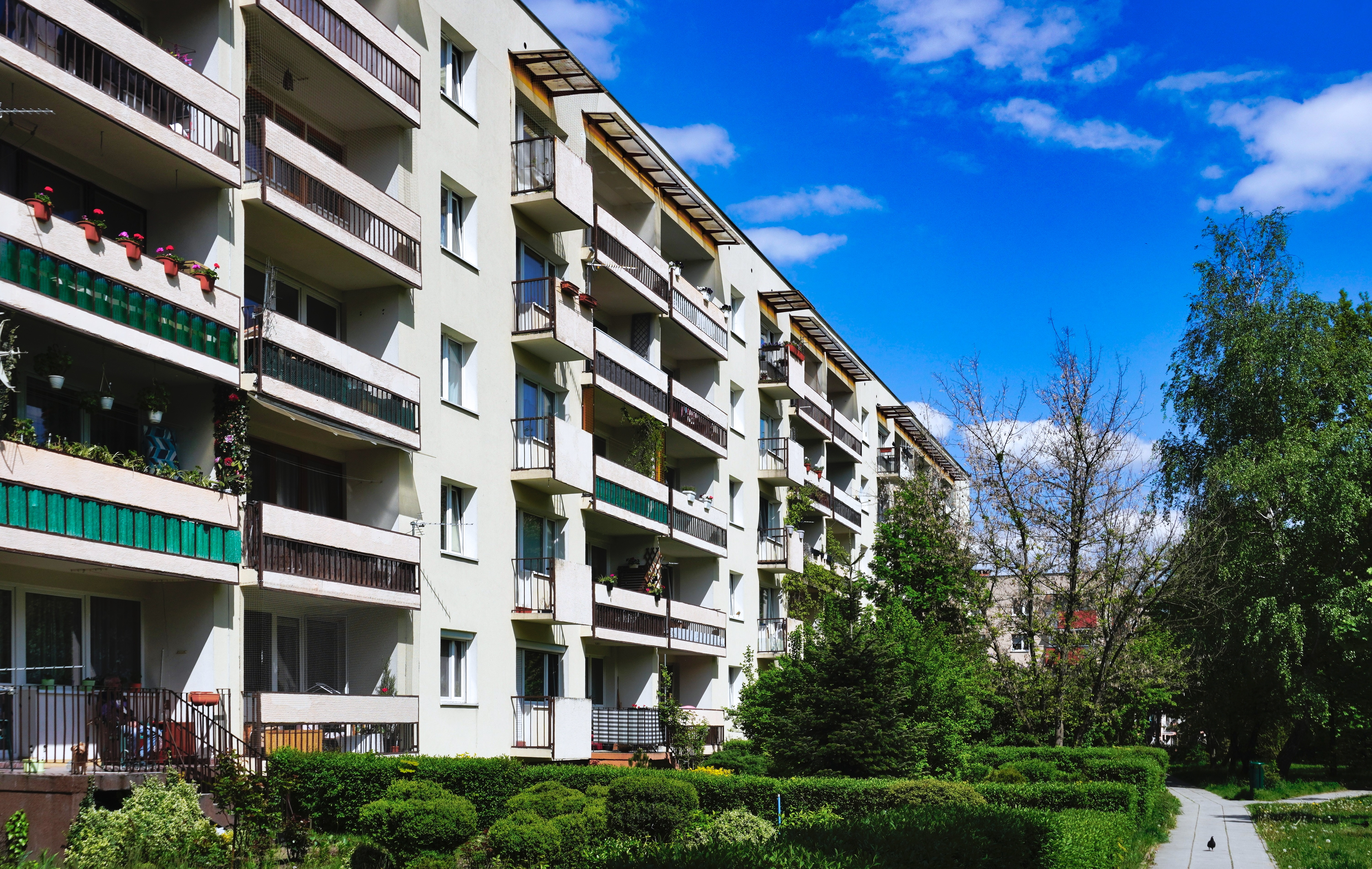
Wnętrze osiedla, blok przy ul. Heleny 20
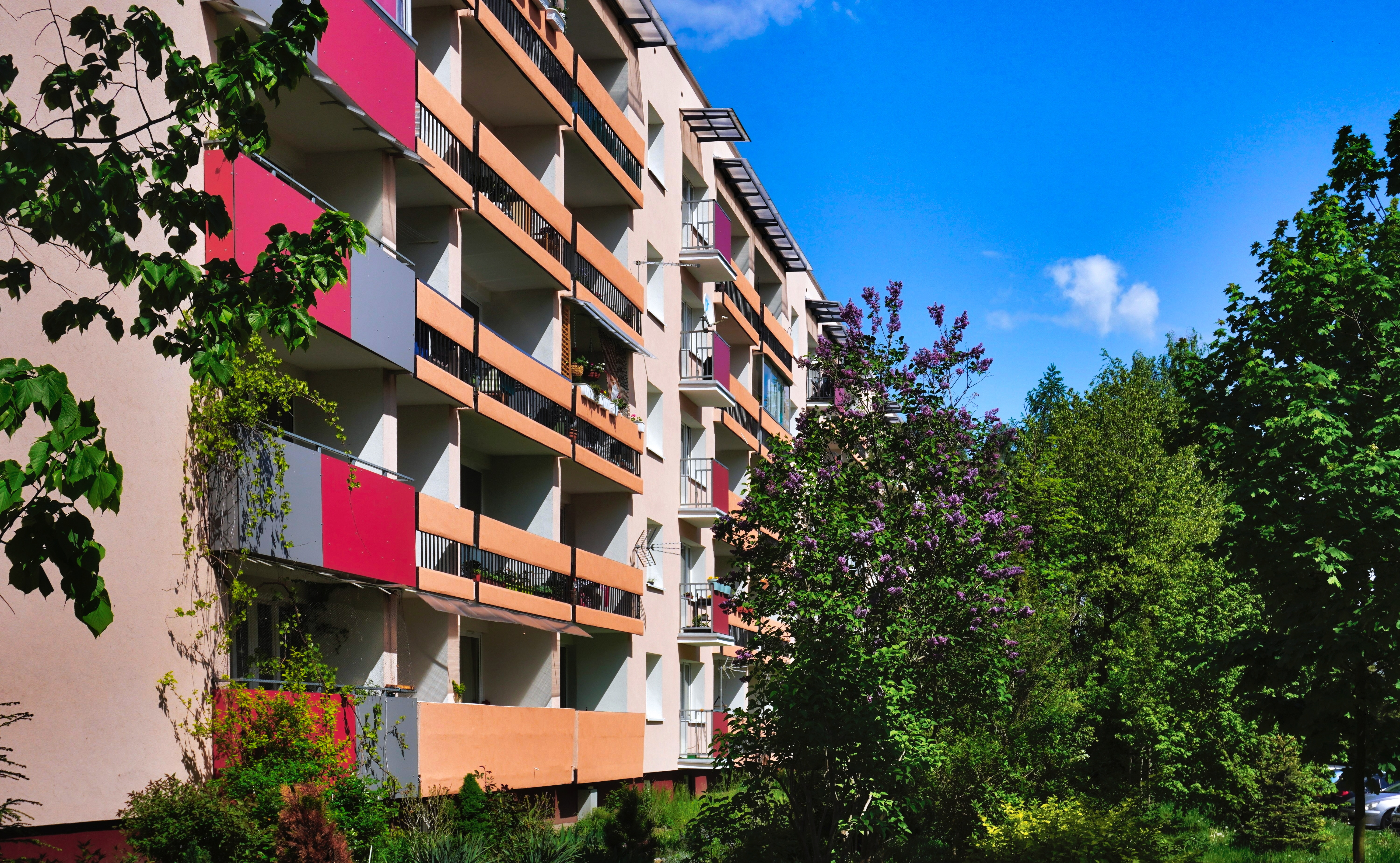
Wnętrze osiedla, blok przy ul. Heleny 24
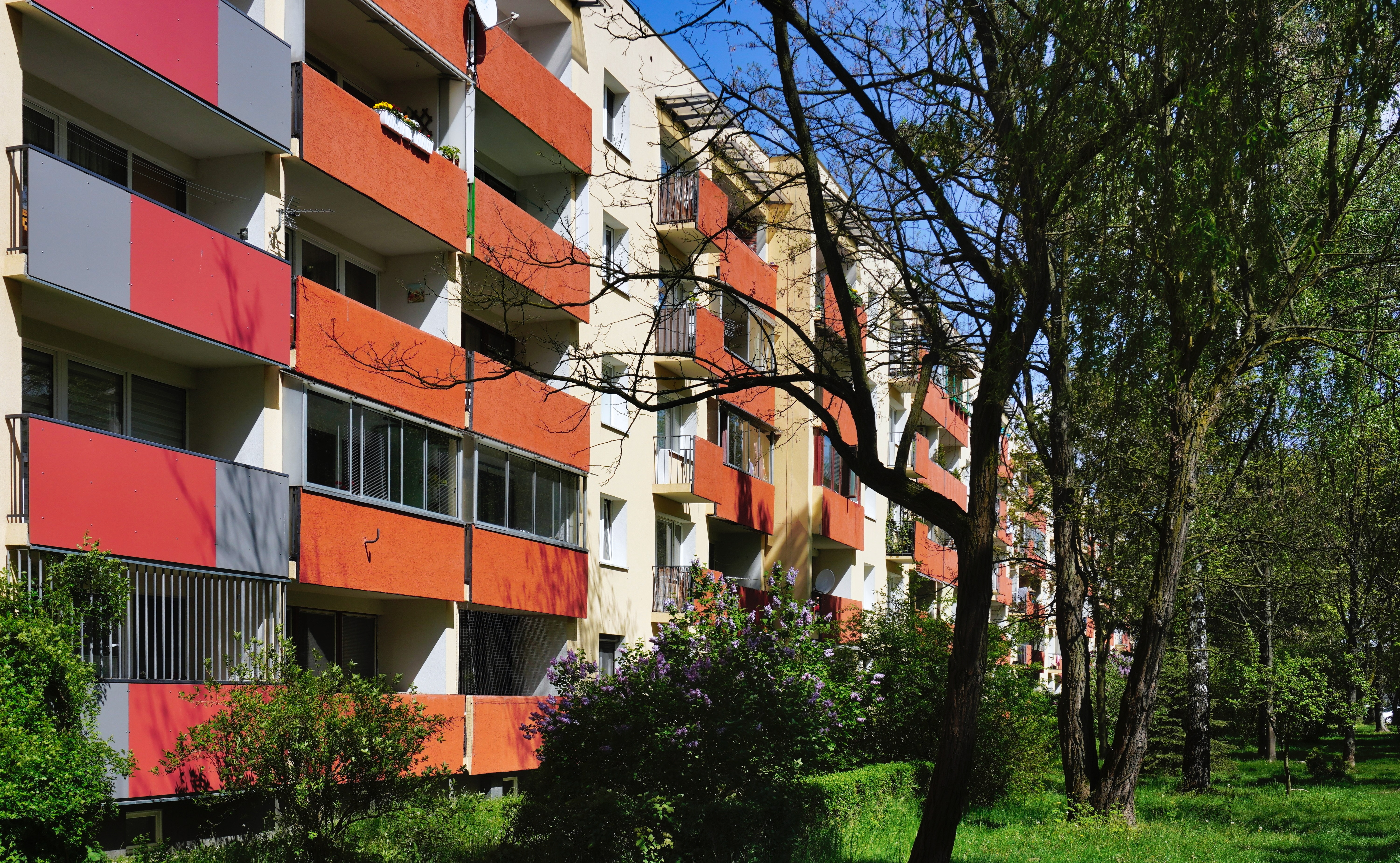
Wnętrze osiedla, blok przy ul. Heleny 14
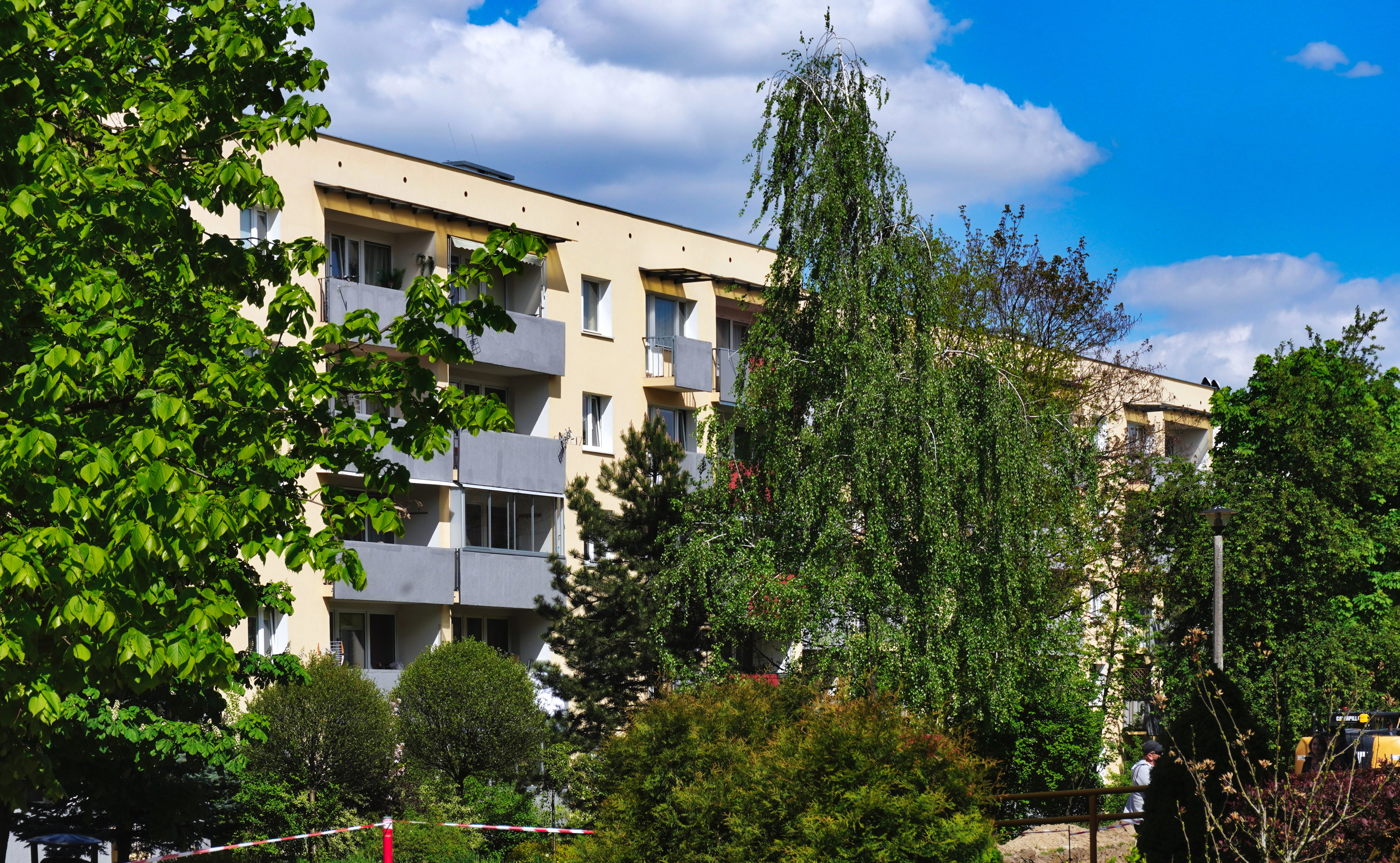
Wnętrze osiedla, blok przy ul. Barbary 10a
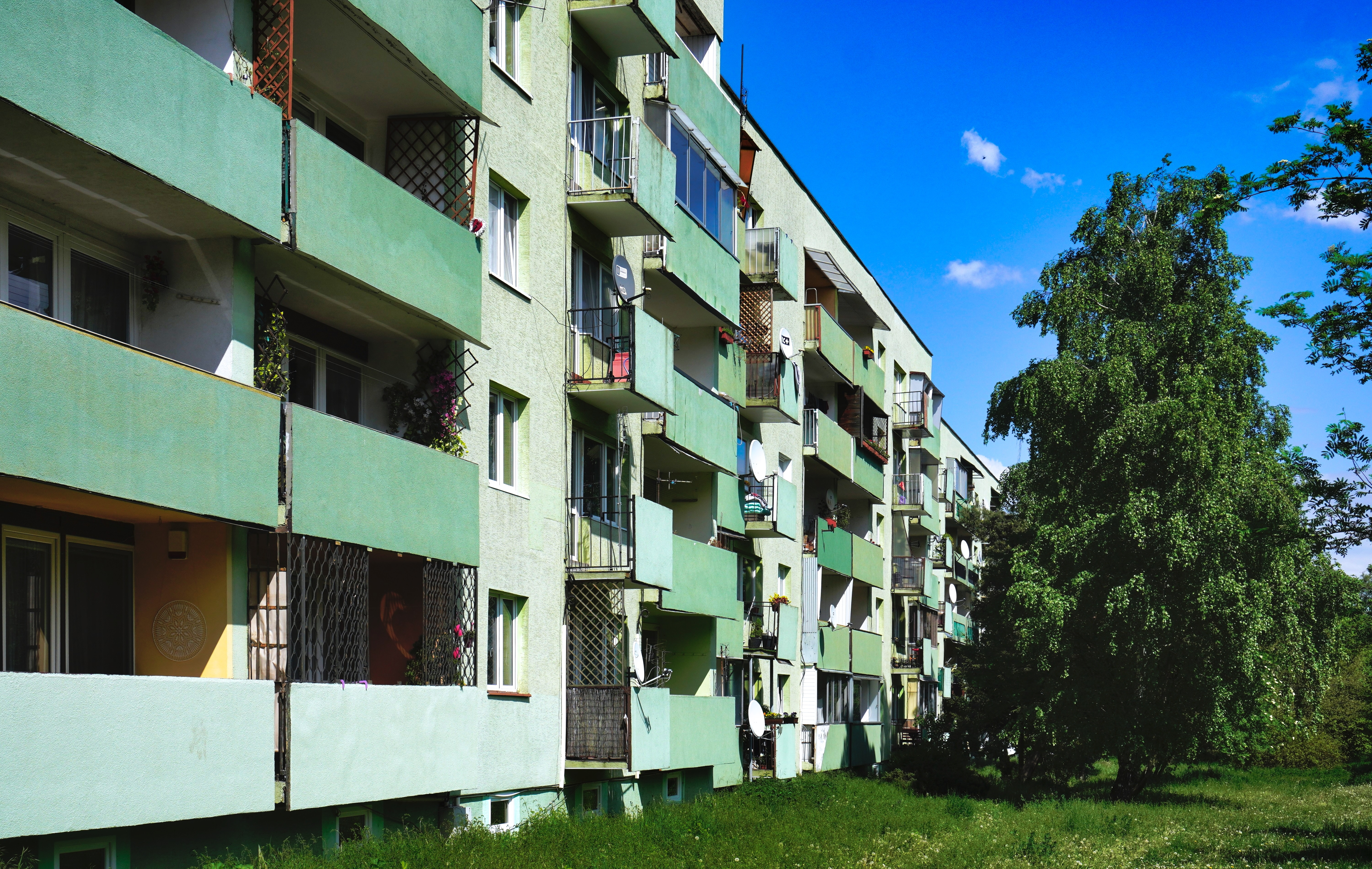
Wnętrze osiedla, blok przy ul. Barbary 14